# 波斯阿拉伯文字資訊交換碼
波斯阿拉伯文字資訊交換碼（英：Perso-Arabic Script Code for Information Interchange，縮：PASCII）
是一種印度政府的標準，用來將基於阿拉伯文書寫系統進行編碼
特別是克什米爾語、波斯語、信德語、和烏爾都語。
印度文字資訊交換碼一開始希望能同時包含
衍生自婆羅米系文字和阿拉伯文字的書寫系統，但之後則決定將阿拉伯文獨立編碼。